# 羌方
羌方，又称羊方，出現在甲骨文卜辞中的商代方國，活動區域位於今中華人民共和國陕西省、甘肃省一带。武丁時期，商朝国力强盛，由于羌方侵扰商王朝边境的属国，武丁派妻子婦好統率13000名士兵與羌方作戰，俘获大量羌人，被作為祭祀時的犧牲品。
羌方受到武丁打击后部分降服，部分向西退去，经祖庚、祖甲二王至廪辛、康丁时，羌方在今陕甘一带又重新崛起，侵犯商朝，常使商军受到很大损失，成为商朝用兵的重点。商王针对羌方武装力量强悍等特点，战前进行了全面的谋划和布置，一面命守军暂避敌锋，待机而动，一面组织精锐部队适时增援抗击羌方进犯。由于采取积极防御策略，康丁时抗击羌方的战争取得最后胜利，擒杀羌方伯，占领羌方部分土地，并派出与王族关系密切的帅、逐、何等五氏族驻守。但羌方并未被攻灭，武乙及其后的诸王在位时，仍常与羌方发生小规模的冲突。武王克殷时，羌方参加了攻擊殷商的聯军。
陕西的碾子坡遗址可能包含了羌方的遗迹，从其考古挖掘来看，羌方并非游牧民族，而是处于定居生活状态下经营畜牧业、农业。羌方没有被发现像商文化那样的代表社会最高层级特征的高规格墓葬、大型建筑、重要文物等，社会发展水平明显低于商王朝。